# ラルパーサ
ラルパーサ (Ral Partha) は、テーブルトークRPGやヒストリカルゲーム用の25mmと15mmサイズのミニチュアフィギュアを作っていた、オハイオ州シンシナティに拠点のあった会社。2000年に倒産した。製品は金属のホワイトメタルかピューターで作られていて、未塗装のまま販売されていた。日本ではメタルフィギュアと呼ばれているものである。
社名は、創設者の友人がダンジョンズ&ドラゴンズで使っていた魔法使いのキャラクターにちなんで名付けられた。
ラルパーサのミニチュアは現在、シンシナティにある会社 Iron Wind Metals などから入手できる。Iron Wind Metals は旧ラルパーサのオーナーと生産部長のひとりによって、ラルパーサの生まれ変わりとして再建された会社である。ラルパーサでミニチュア生成のために使われていた型は、ほかにも Dark Sword Miniatures やゲームのメイジナイトなどのミニチュアを生成するためにも使われている。
Iron Wind Metals の人員や材料の金属、ミニチュアの型は、倒産したラルパーサと変わらないので、ミニチュアの質も同じである。
作られていた製品は、例えば人物の像の場合、比較的ほっそりとした頭身の高いモデルを得意とした。モンスターなども含めて作りは繊細で、愛好家の評価も高い。製品の1シリーズとして、ダンジョンズ&ドラゴンズ用の公認フィギュアを作っていた時期もあった。
原型師には、トム・メイヤーやデニス・マイズ、クリス・フィツパトリック、Kevin Adams などがいた。